# ГЕС Міборо
ГЕС Міборо (御母衣発電所) – гідроелектростанція в Японії на острові Хонсю. Знаходячись між ГЕС Міборо II та ГЕС Хатогая (40,9 МВт), входить до складу каскаду у сточищі річки Shō, яка на захід від міста Тояма впадає до затоки Тояма (Японське море). 

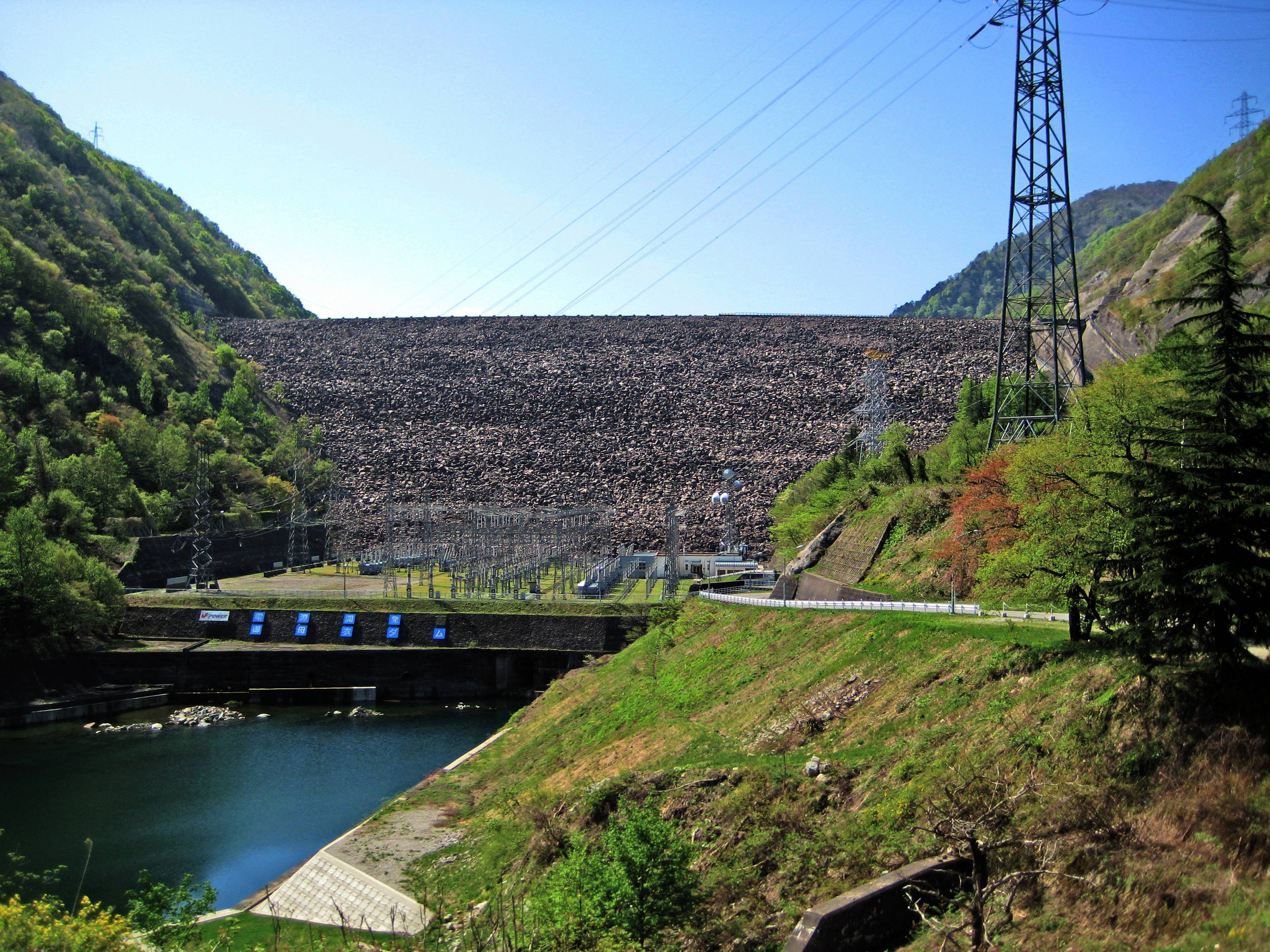
Гребля Міборо

В межах проекту річку перекрили кам’яно-накидною греблею Міборо висотою 131 метр, довжиною 405 метрів та шириною від 12 (по гребеню) до 560 метрів (по основі) метрів, яка потребувала 8 млн м3 матеріалу. Вона утримує водосховище з площею поверхні 8,8 км2 і об’ємом 370 млн м3 (корисний об’єм 330 млн м3), в якому припустиме коливання рівня у операційному режимі між позначками 695 та 760 метрів НРМ. Окрім власного стоку, через зазначену вище станцію Міборо II до сховища подається додатковий ресурс зі сточища річки Ошіро – лівої притоки Shō, котра впадає нижче за греблю Міборо.  
Через короткий – 93 метра – тунель діаметром 6 метрів та два напірні водоводи довжиною по 0,22 км зі спадаючим діаметром від 4 до 3,5 метра ресурс подається до машинного залу. Тут встановили дві турбіни типу Френсіс загальною номінальною потужністю 215 МВт, які використовують напір до 192 метрів та забезпечують виробництво 520 млн кВт-год електроенергії на рік.
Відпрацьована вода транспортується назад до Shō по протяжному відвідному тунелю довжиною 8,9 км з діаметром 7,2 метра.